# Baba Heydar
Bābā Heydar (farsi باباحیدر) è una città dello shahrestān di Farsan, circoscrizione Centrale, nella provincia di Chahar Mahal e Bakhtiari. 